# Albert Bazeyan
Albert Bazeyan est un homme politique arménien.
Il est membre du Parti républicain d'Arménie, dont il fut également le président.

Avant d'être président de l'Assemblée nationale et maire d'Erevan de 1999 à 2001, il était professeur de sciences pédagogiques.